# Arachnoidella annosciae
Arachnoidella annosciae är en mossdjursart som först beskrevs av Jean-Loup d'Hondt och Geraci 1976.  Arachnoidella annosciae ingår i släktet Arachnoidella och familjen Arachnidiidae. Inga underarter finns listade i Catalogue of Life.